# Tamara Pangelova
Tamara Pangelova (Unión Soviética, 22 de agosto de 1943) es una atleta soviética retirada especializada en la prueba de 1500 m, en la que consiguió ser campeona europea en pista cubierta en 1972.

## Carrera deportiva
En el Campeonato Europeo de Atletismo en Pista Cubierta de 1972 ganó la medalla de oro en los 1500 metros, con un tiempo de 4:14.62 segundos, por delante de su compatriota Lyudmila Bragina y de la búlgara Vasilena Amzina.